# Ammogarypus kalaharicus
Ammogarypus kalaharicus es una especie de arácnido del orden Pseudoscorpionida de la familia Garypidae.

## Distribución geográfica
Se encuentra en Namibia.